# Симонофф, Габриэль
Симонофф Габриэль (фр. Simonoff Gabriel, Симонов Гаврила Николаевич; 1930 — 24 января 2016 года) — французский физик-ядерщик с русскими корнями, поддерживал широкие связи с российскими учеными и политиками. Симонофф был профессором ряда университетов, писателем и поэтом.

## Биография
Родился в небольшом городке Кламар под Парижем в семье капитана Белой армии Николая Симонова, который эвакуировался вместе с отступающими войсками из Крыма на судах Императорского флота. Семья Симоновых поддерживала тесные связи с русскими эмигрантскими кругами, часто бывая на литературных вечерах в Париже.
Как вспоминал позже Г. Н. Симонов, в 1946 году на одном из таких вечеров 16-летний Гавриил был представлен И.А Бунину. Встреча была непродолжительной. Бунин похвалил Гавриила за отличную учебу и сказал, чтобы помнить, знать и любить Россию, «нужно читать как можно больше классиков русской литературы». Это напутствие великого русского писателя Симонов запомнил на всю жизнь. В 2003 г. Симоновы приобрели в личное пользование и с целью создания музея дом И.А. Бунина в Грассе.
Учился сначала в Университете Сорбонна, затем на кафедре радиохимии в Университете Пари-Сюд, созданном Фредериком Жолио Кюри. Из-за политических взглядов был вынужден продолжить обучение в США, где участвовал в открытии ядерной реакции нового типа — скалывания С-12.
По возвращении создал и возглавил Центр Ядерных Исследований Бордо-Градиньян. Был директором этого центра до 1998 г.

## Семья
Вторым браком был женат на Моник Симонофф (урожд. Лагард, Monique Laguarde), принявшей управление ядерным центром в 1999 году и руководившей им до 2014 г.
Дочь Александра Симонофф-Арпель (семья Arpels fr:Van Cleef & Arpels), содержит ферму по выращиванию шафрана. Сын от первого брака — Николай (Nicolas Simonoff) .

## Творчество
Был энтузиастом развития циклотронных методов исследований и создал первый Европейский циклотрон для исследований биологических тканей (proton induced X-ray Emission — PIXE). Использование метода, разработанного Г. Н. Симоновым совершило прорыв в исследованиях строения клеток, так как позволило контролировать их состав с по участкам клеток с точностью до микрона за счет использования особенно узкого пучка протонов и индуцированных ими ядерных реакций на микроэлементах, содержащихся в клетке.
Автор книги Le sélénium et la vie / Monique Simonoff, Gabriel Simonoff, 1991.
Симонов Г. Н. — бывший президент отделения CNRS (Национального научно-исследовательского центра — французского аналога Российской академии наук), член Нобелевского комитета (от Франции). За свои научные достижения в области ядерной физики и геронтологии в 1992 году был награжден орденом Почетного Легиона, Рыцарь национального ордена «За заслуги».
Автор десятков книг, как научных, так и художественных, в том числе о Жанне Кальман и более сотни статей.
Его книга «Как дожить до 120 лет, или Новая вечность» разошлась тиражом в 50 000 экземпляров и переведена на многие языки, включая и русский язык. Перу Г.Н Симонова принадлежат также и другие замечательные книги: «В XX веке: 21 рассказ русского француза» (М., 2003); «Бунин и Рахманинов: биографический экскурс» (М., Русский путь. 2006) — совместно с Л. Л. Ковалевой-Огородниковой; «Лабиринт изгнания» (М., Русский путь. 2008); сборник стихов на французском я зыке «Цветы жизни».

## Общественная деятельность
Долгое время был членом Нобелевского комитета (от Франции).
В трудные для России годы Г. Н. Симонофф и Моник Симонофф поддерживали тесные связи с Российской наукой, приглашая российских ученых для совместной работы в Ядерный Центр Бордо-Градиньян и в Университет Бордо I. По несколько раз в этих научных центрах работали такие ученые-профессора как Г. Н. Федоров, Герман Константин Эдуардович, М. А. Афонин , Перетрухин Владимир Федорович, Григорьев Михаил Семенович, Хижняк Татьяна Владимировна, Никитенко Сергей Иванович и др. В 1999 участвовал в организации приема премьер-министра России В.В. Путина в Бордо, и подавал запрос о предоставлении Российского гражданства.
С 2003 года на вилле Симоновых в Леоньян (Leognan) вместе с ними проживал их близкий друг, выдающийся артист балета Скуратофф Владимир Владимирович (Wladimir Skouratoff по сценическому псевдониму, урожд. Пусенко) из труппы Лифаря, а в 1980-е бывший главным балетмейстером Большого театра в Бордо, Франция .
Во Франции и в России имя Г. Н. Симонова тесно связывают с созданной им «Ассоциацией друзей Ивана Бунина». Эта известная Бунинская организация и лично Г. Н. Симонов сделали очень много для популяризации имени великого русского писателя И. А. Бунина во Франции. В местах, где проживал Бунин, открыты памятные доски: виллы «Бельведер» и «Жанне» (г. Грасс — ноябрь 1973). Париж (улица Жака Оффенбаха, дом 1 — 1993), бюст И. А. Бунина в парке Полины в Грассе (2000). В 2003 году Гавриил Николаевич на свои средства покупает виллу «Бельведер», где Бунин жил с октября 1924 по сентябрь 1939 гг. и где им было написано немало литературных шедевров, включая вершину творчества «Жизнь Арсеньева». Г. Н. Симонов стремился организовать на вилле музей И.А Бунина, создав здесь живой уголок классика русской литературы.
Г. Н. Симонов регулярно приезжал на научные Бунинские конференции в Белгород и Елец. 25 апреля 2008 года он посетил Петербург, где в помещении библиотеки В. Маяковского провел встречу с литературной общественностью города.